# Transatlantic Policy Network
Das Transatlantic Policy Network (TPN) ist eine Lobbyorganisation europäischer und US-amerikanischer Großkonzerne, die Einfluss auf die Zusammenarbeit zwischen den EU und den USA nehmen wollen. Gegründet wurde es 1992 auf Initiative der USA. Der Sitz befindet sich in Washington, D.C. und in Brüssel.

## Organisationsstruktur und Ziele
Mitglieder sind Unternehmen, Wirtschaftsinstitute und Abgeordnete des amerikanischen Kongresses sowie Mitglieder des Europäischen Parlaments, die die Umsetzung der im TPN erarbeiteten Projekte in den Parlamenten aktiv betrieben und verfolgen. Ein solches Projekt war seit 2003 der Schaffung eines transatlantischen Wirtschaftsraumes, was jedoch auf Widerstand in der EU-Kommission stieß, dann seit 2013 die Schaffung der Transatlantischen Freihandelszone TTIP. Auch wird gefordert, die globale Einsatzfähigkeit der EU- und NATO-Streitkräfte sowie die wechselseitige Öffnung der Rüstungsmärkte voranzutreiben.
Vorsitzender ist (2018) der britische konservative Europaabgeordnete James Elles, der auch Mitglied des Steuerungskomitees der European Internet Foundation ist. Je ein Steuerungskomitee, Parlamentarisches Komitee und Wirtschaftskomitee existieren für die USA und Europa.

## Mitglieder
Dem Netzwerk gehören über 100 europäische und US-amerikanische Parlamentarier an. Bekannte Mitglieder sind der nordrhein-westfälische CDU-Europaabgeordnete (bis 2019) Elmar Brok, der CSU-Europaabgeordnete und Finanzpolitiker Markus Ferber, der SPD-Europaabgeordnete Jo Leinen, der FDP-Europaabgeordnete Alexander Graf Lambsdorff sowie der irische ehemalige EU-Kommissar und Chairman von Goldmann Sachs Peter Sutherland.
Folgende Konzerne waren 2013 Business members::
Allianz – Amgen – AT&T – BASF – Bertelsmann AG – Boeing – BP – Caterpillar Inc. – Citigroup – Coca-Cola – Daimler AG -Deutsche Bank – Dow Chemical – Ericsson – Facebook – GE – Hewlett Packard – IBM – JP Morgan – LVMH – The McGraw-Hill Companies – Michelin – Microsoft – Nestlé – Oracle – Pfizer International – SAP AG – Siemens AG – S.W.I.F.T. – Syngenta – Time Warner – Tyco International – United Technologies Corporation – UPS – Walt Disney Company.
Hinzu kommen Handelskammern und Arbeitgeberverbände.
Kooperierende Mitglieder sind u. B. Think-Tanks wie das Aspen-Institut Berlin und das Center for Strategic and International Studies in Washington, D.C.